# Sakamoto Days
Sakamoto Days (Nhật: サカモト デイズ Hepburn: Sakamoto Deizu) (cách điệu tất cả bằng chữ hoa), còn được biết đến với nhan đề Sát thủ về vườn, là một bộ manga Nhật Bản do Suzuki Yuto sáng tác và minh họa. Bộ truyện xuất bản lần đầu trên tạp chí Weekly Shōnen Jump từ tháng 11 năm 2020, và sau đó được Shūeisha phát hành thành 23 tập tankōbon tính từ tháng 4 năm 2021 cho đến nay. Câu chuyện xoay quanh Sakamoto Taro, một huyền thoại sát thủ đã giải nghệ và sống một cuộc sống bình dị bên gia đình. Tuy nhiên, cuộc sống bình yên ấy nhanh chóng bị đảo lộn khi những kẻ thù cũ và đồng nghiệp từ thời sát thủ kéo đến truy lùng để trả thù. Để bảo vệ gia đình và những người thân yêu, Sakamoto buộc phải vận dụng những kỹ năng chiến đấu xuất chúng của mình đối mặt với hàng loạt kẻ địch nguy hiểm, đồng thời cố gắng duy trì vỏ bọc của một người đàn ông bình thường.
Sakamoto Days không có sự thay đổi về đề tài so với những tác phẩm trước đó của Yuto, và đây cũng là lần đầu tiên tác giả sáng tác một manga dài tập. Mặc dù lấy khuynh hướng xã hội đen làm hình thức phát triển, chủ đề chính của tác phẩm là cuộc sống đời thường và mối quan hệ gia đình. Cốt truyện được pha trộn các yếu tố chiến đấu căng thẳng cùng những tình huống hài hước và cảm động. Sự kịch tính và vui vẻ là hai đặc điểm chủ đạo trong phong cách nghệ thuật của tác phẩm. Phong cách chiến đấu của Taro là một điểm nhấn vì sự linh hoạt, nhanh nhẹn và chính xác trái ngược với ngoại hình của anh. Ngoài ra, tác phẩm còn gắn liền với những yếu tố huyền bí, khả năng ngoại cảm của Shin là một ví dụ.
Tác phẩm được TMS Entertainment chuyển thể thành một bộ anime truyền hình và hiện đang phát sóng tại Nhật Bản trên kênh TV Tokyo từ ngày 11 tháng 1 năm 2025. Netflix cấp phép và đồng tài trợ bộ anime. Một số loại hình truyền thông dựa theo khác gồm tiểu thuyết và manga ngoại truyện. Bộ manga Sakamoto Days được dịch và phát hành tại ít nhất 10 quốc gia ngoài Nhật Bản. Tại Bắc Mỹ, Viz Media đã cấp phép bộ truyện và phát hành phiên bản tiếng Anh qua ứng dụng đọc manga Manga Plus, trong khi đó Nhà xuất bản Trẻ mua bản quyền ấn hành tác phẩm và xuất bản phiên bản tiếng Việt tại thị trường Việt Nam vào tháng 5 năm 2024.
Các nhà phê bình đánh giá cao sự sáng tạo trong lối vẽ của manga, mô tả nó có tiềm năng trở thành một tác phẩm shōnen nổi bật. Cốt truyện hấp dẫn cùng với tính cách nhân vật thú vị cũng gây được nhiều sự chú ý. Sakamoto Days nhận giải Tsugi ni kuru Manga Taishō với danh hiệu U-Next vào năm 2021. Tính đến cuối năm 2024, Sakamoto Days đã bán được hơn 7 triệu bản tại Nhật Bản. Chuyển thể anime truyền hình được khen ngợi vì đã tái hiện rõ sự pha trộn giữa hành động và hài hước trong manga, cũng như thiết kế nhân vật độc đáo. Công nghệ hoạt họa và hình ảnh trong phim cũng tạo được ấn tượng, đặc biệt là những cảnh chiến đấu mượt mà tuy số khác cảm thấy chúng thiếu sự ấn tượng so với manga.

## Tổng quan

### Cốt truyện
Sakamoto Days xoay quanh Sakamoto Taro, người từng là một sát thủ vô đối, được coi là huyền thoại trong thế giới ngầm. Anh nổi tiếng với tài năng vô song và sự lạnh lùng, khiến cho những kẻ thù hay đồng nghiệp đều phải kính nể. Tuy nhiên, một ngày, anh bất ngờ từ bỏ nghề sát thủ sau khi phải lòng một người phụ nữ, kết hôn và xây dựng gia đình.
Với quyết tâm sống một cuộc đời giản dị, Sakamoto đã trở thành chủ của một cửa hàng tiện lợi. Tuy nhiên, cho dù bề ngoài của anh đã thay đổi, nhưng thế giới sát thủ vẫn tiếp tục theo đuổi, và nhiều kẻ cũ muốn kiểm tra xem liệu anh còn giữ vững được sức mạnh hay không.
Câu chuyện còn có sự xuất hiện của Shin, một chàng trai trẻ sở hữu khả năng ngoại cảm, trở thành nhân viên của cửa hàng. Với sức mạnh đặc biệt của mình, cũng phải đối mặt với các tình huống nguy hiểm. Cùng nhau, họ bảo vệ cuộc sống bình dị của Sakamoto và gia đình, chống lại những mối đe dọa từ thế giới cũ mà Sakamoto không thể hoàn toàn thoát khỏi.

### Nhân vật
Sakamoto Taro từng là một trong những sát thủ nguy hiểm nhất, nổi tiếng với khả năng chiến đấu và sự lạnh lùng. Tuy nhiên, sau khi yêu và kết hôn, anh quyết định giải nghệ, trở thành chủ một cửa hàng tiện lợi. Dù đã từ bỏ thế giới sát thủ, quá khứ của anh vẫn luôn đeo bám và các kẻ thù không ngừng truy lùng. Anh có vóc dáng béo phì nhưng sức mạnh tiềm ẩn của anh vẫn rất đáng sợ.
Asakura Shin là một chàng trai trẻ có khả năng đọc được suy nghĩ của người khác. Anh gia nhập cửa hàng của Sakamoto và dần trở thành người đồng hành quan trọng trong cuộc sống của anh. Mặc dù còn trẻ, Shin rất thông minh và nhanh nhạy, luôn hỗ trợ Sakamoto khi có mối đe dọa từ kẻ thù.
Lục Thiểu Đường là một nữ sát thủ trẻ tuổi và tài năng. Cô có tính cách mạnh mẽ, hoạt bát và khá lém lỉnh, đồng thời cũng rất giỏi võ thuật. Cô gia nhập nhóm của Sakamoto sau khi bị cuốn vào các cuộc đối đầu với những sát thủ khác và nhận thấy rằng Sakamoto có sức mạnh và tinh thần mà cô kính trọng. Lục Thiểu Đường là nhân tố quan trọng, hỗ trợ Sakamoto trong các trận chiến và tình huống nguy hiểm, đồng thời mang đến sự hài hước và năng lượng cho câu chuyện.
Vợ của Sakamoto, Sakamoto Aoi là người đã làm thay đổi hoàn toàn cuộc đời anh. Cô là một người vợ hiền, chăm sóc gia đình và rất yêu thương chồng, dù không biết rõ quá khứ sát thủ của anh. Aoi mang lại cho Sakamoto cảm giác bình yên và hạnh phúc, là động lực để anh từ bỏ công việc cũ và sống cuộc sống gia đình. Sakamoto Hana là con gái của Sakamoto, cô bé đáng yêu và rất quan tâm đến gia đình. Dù còn nhỏ tuổi, cô là một phần quan trọng trong cuộc sống của Sakamoto, và anh rất yêu thương cô bé.
Mashimo Heisuke là một xạ thủ bắn tỉa, nổi tiếng với khả năng bắn chính xác từ khoảng cách xa. Anh có vẻ ngoài trầm tĩnh và lạnh lùng, nhưng bên trong lại rất trọng tình nghĩa. Heisuke được giới thiệu là một kẻ săn tiền thưởng, ban đầu có ý định truy tìm Sakamoto để nhận thưởng, nhưng sau đó trở thành đồng minh của anh. Sự điềm tĩnh và kỹ năng chiến đấu của Heisuke giúp ích rất nhiều cho nhóm của Sakamoto khi phải đối đầu với những sát thủ nguy hiểm.

## Phương tiện

### Manga
Sakamoto Days được sáng tác và minh họa bởi Suzuki Yuto. Suzuki từng xuất bản one-shot với tựa đề Sakamoto (SAKAMOTO-サカモト-)  trên Jump Giga vào ngày 26 tháng 12 năm 2019. Sakamoto Days sau đó ra mắt trên tạp chí Weekly Shōnen Jump vào ngày 21 tháng 11 năm 2020. Shūeisha đã tập hợp các chương truyện thành từng tập tankōbon riêng lẻ. Tập đầu tiên được phát hành vào ngày 2 tháng 4 năm 2021. Tính đến nay đã có 23 tập đã được phát hành.
Phiên bản tiếng Anh đã được Viz Media cấp phép bộ truyện và phát hành qua ứng dụng đọc manga Manga Plus. Viz Media bắt đầu phát hành các tập truyện vào ngày 5 tháng 4 năm 2022. Một bộ spin-off của Ōkawa Tetsu, người từng làm trợ lý cho bộ manga chính, có tựa đề Sakamoto Holidays, ra mắt trên Saikyō Jump vào ngày 4 tháng 7 năm 2024. Tập tankōbon đầu tiên được phát hành vào ngày 4 tháng 1 năm 2025.

### Tiểu thuyết
Một tiểu thuyết độc quyền do Misaki Renka chuyển thể từ tác phẩm gốc, có tựa đề Sakamoto Days: Koroshiya no Method (SAKAMOTO DAYS 殺し屋のメソッド Sakamoto Deizu Koroshiya no Mesoddo, "Sakamoto Days: Killer's Method") , được Jump J-Books phát hành và ấn hiệu vào ngày 4 tháng 4 năm 2023. Renka sáng tác thêm cuốn tiểu thuyết phụ Sakamoto Days: Koroshiya Blues (SAKAMOTO DAYS 殺し屋ブルース Sakamoto Deizu Koroshiya Burūsu, "Sakamoto Days: Assassin Blues") với các tập độc quyền phát hành vào ngày 4 tháng 12 năm 2024.

### Anime truyền hình
Một chuyển thể anime truyền hình do TMS Entertainment sản xuất dự kiến sẽ phát sóng tại Nhật Bản trên kênh TV Tokyo vào ngày 11 tháng 1 năm 2025. Bộ phim được đạo diễn bởi Watanabe Masaki, Kishimoto Taku là người viết kịch bản, Moriyama Yō chịu trách nhiệm thiết kế nhân vật và nhạc phim do Hayashi Yuki sáng tác. Bộ phim sẽ diễn ra theo hai phần trong khi phần 2 sẽ ra mắt vào tháng 7 năm 2025. Ca khúc mở đầu là "Hashire Sakamoto" (走れSAKAMOTO n.đ. 'Run, Sakamoto')  do Vaundy trình bày, trong khi bài kết thúc là "Futsū" (普通 n.đ. 'Normal')  Futsū") được thực hiện bởi Conton Candy. Netflix đã cấp phép cho bộ phim phát hành trực tuyến hàng tuần trên toàn thế giới trong cùng tháng.

#### Tập phim
| Phần 1 | |                                                   |                                 |                     |
| 1      | "Sát thủ huyền thoại" Chuyển ngữ: "Densetsu no Koroshiya" (tiếng Nhật: 伝説の殺し屋)                                 | Masaki Watanabe                                   | Masaki Watanabe                 | 11 tháng 1 năm 2025 |
| 2      | "Đối đầu Son Hee và Bacho" Chuyển ngữ: "Bāsasu Sonhi・Bachō" (tiếng Nhật: VSソンヒ・バチョウ)                        | Akihiro Saitō, Masaki Watanabe & Yoshihiro Nishio | Masaki Watanabe                 | 18 tháng 1 năm 2025 |
| 3      | "Chào mừng đến Sugar Park!" Chuyển ngữ: "Shugā Pāku e Yōkoso!" (tiếng Nhật: シュガーパークへようこそ！)              | Yoshihiro Nishio                                  | Masaki Watanabe & Akihiro Saitō | 25 tháng 1 năm 2025 |
| 4      | "Boiled sừng sỏ" Chuyển ngữ: "Hādo-Boirudo" (tiếng Nhật: ハードボイルド)                                             | Yoshihide Ibata                                   | Yoshihide Ibata                 | 1 tháng 2 năm 2025  |
| 5      | "Nguồn sức mạnh" Chuyển ngữ: "Tsuyosa no Wake" (tiếng Nhật: 強さの理由)                                              | Masaki Watanabe                                   | Masaki Watanabe                 | 8 tháng 2 năm 2025  |
| 6      | "Mashimo Heisuke" Chuyển ngữ: "Mashimo Heisuke" (tiếng Nhật: マシモ ヘイスケ)                                        | Yūki Taki & Tomoko Hiramuki                       | Susumu Nishizawa & Yūki Taki    | 15 tháng 2 năm 2025 |
| 7      | "Kẻ khốn kỷ Jura" Chuyển ngữ: "Jurashikku Yarō" (tiếng Nhật: ジュラシック野郎)                                       | Yoshihiro Nishio                                  | Hironori Tanaka                 | 22 tháng 2 năm 2025 |
| 8      | "Chỗ của Sakamoto đối đầu phòng thí nghiệm" Chuyển ngữ: "Sakamoto-shōten bāsasu RĀBŌ" (tiếng Nhật: 坂本商店 vs LABO) | Kōki Onoue                                        | Yukio Nishimoto                 | 1 tháng 3 năm 2025  |
| 9      | "Tất cả lên tàu" Chuyển ngữ: "Kakekomi Jōsha" (tiếng Nhật: かけこみ乗車)                                             | Takatoshi Suzuki                                  | Tetsuo Hirakawa                 | 8 tháng 3 năm 2025  |
| 10     | "Chế độ nhà tắm" Chuyển ngữ: "Sentō Mōdo" (tiếng Nhật: せんとうモード)                                               | Yūki Taki                                         | Yoko Yanai & Yūki Taki          | 15 tháng 3 năm 2025 |
| 11     | "Trận chiến sòng bạc" Chuyển ngữ: "Kajino Batoru" (tiếng Nhật: カジノバトル)                                         | Yoshihide Ibata                                   | Susumu Nishizawa                | 22 tháng 3 năm 2025 |
| Phần 2 | |                                                   |                                 |                     |
| 12     | "Quá tải" (Overload)                                                                                                 | Yoshihiro Nishio                                  | Yukio Nishimoto                 | 15 tháng 7 năm 2025 |

### Sản phẩm khác
Một video quảng bá cho tập thứ 18 của manga, có sự tham gia của Izawa Saori trong vai một nhân viên bán hàng, được phát hành vào ngày 2 tháng 8 năm 2024.
Một trò chơi di động được phát triển bởi Goodroid, có tựa đề Sakamoto Days Dangerous Puzzle (SAKAMOTO DAYS デンジャラスパズル Sakamoto Deizu Denjarasu Pazuru) , sẽ được phát hành vào quý 2 năm 2025.

## Đón nhận
Tính đến tháng 10 năm 2022, manga Sakamoto Days đã bán ra hơn 2,2 triệu bản in; Theo một báo cáo vào tháng 11 năm 2023, lượng ấn bản của bộ truyện đã vượt mốc 4 triệu bản; Tháng 8 năm 2024, bộ truyện đã bán hơn hơn 5,5 triệu bản và hơn 7 triệu bản được phát hành vào tháng 12 năm 2024. Bộ truyện được xếp hạng 6 trong danh sách Truyện tranh được Nhân viên Nhà sách Toàn quốc đề xuất năm 2022. Tác giả truyện tranh Arakawa Hiromu đã giới thiệu bộ truyện này với một bình luận về tập 6 trên obi. Sakamoto Days được đề cử giải Manga in hay nhất tại Giải thưởng Next Manga năm 2021 cũng như đạt giải thưởng U-Next. Bộ truyện được đề cử Giải thưởng Shogakukan Manga lần thứ 68 ở hạng mục shōnen vào năm 2022.
Katherine Dacey trên The Manga Critic đã giới thiệu bộ truyện này, đánh giá cao khâu nghệ thuật và phong cách chiến đấu của các nhân vật. Cô ấy kết thúc bài đánh giá của mình bằng câu "Mặc dù một số chương sau không được thực hiện chặt chẽ như chương đầu tiên, nhưng Sakamoto Days vẫn đạt được sự cân bằng tốt giữa phát triển nhân vật và chặt chém karate." Trong bài đánh giá về tập đầu tiên, Rebecca Silverman trên trang Anime News Network nhận xét phần lớn tập đầu mang khiếu hài hước và bộ truyện đã thiết lập một dàn nhân vật tốt, có tiền đề giải trí cao.